# Puente Royal Albert
El puente Royal Albert (nombre original en inglés: Royal Albert Bridge) es una estructura ferroviaria que cruza el río Tamar entre las localidades de Plymouth (Devon) y Saltash (Cornualles), en el sudoeste de Inglaterra. Su singular diseño consta de dos cerchas lenticulares de hierro forjado de 455 pies (138,7 m) de luz cada una, situadas a 100 pies (30,5 m) de altura sobre el agua. Los vanos de aproximación, de menor luz, están realizados mediante vigas metálicas de alma llena convencionales. El viaducto, que permite el paso de la Línea Principal de Cornualles, tiene una longitud total de 2187,5 pies (666,8 m). Se encuentra junto al puente del Tamar, que se inauguró en 1962 para facilitar el cruce de la carretera A38 sobre el río.
El proyecto del puente Royal Albert fue obra del célebre ingeniero Isambard Kingdom Brunel. Los trabajos de diseño se iniciaron en 1848 y la construcción comenzó en 1854. El primer tramo principal se colocó en 1857 y el príncipe Alberto inauguró el puente completo el 2 de mayo de 1859. Brunel murió ese mismo año, y se colocaron dos inscripciones conmemorativas con su nombre realizadas con grandes letras de metal sobre los pórticos de cada extremo del puente. Durante el siglo XX se reemplazaron los tramos de acceso y se reforzaron los vanos principales. El puente ha sido un foco de atracción para los turistas desde que se construyó, y su imagen ha aparecido en numerosas pinturas, fotografías, guías, sellos postales, e incluso en la moneda de 2 libras esterlinas del Reino Unido. Así mismo, ha sido objeto de dos celebraciones de aniversario, una en 1959 y otra en 2009.

## Ferrocarril de Cornualles
En la década de 1830 se propusieron dos trazados  rivales para un ferrocarril a Falmouth. El itinerario 'central' era una ruta desde Exeter alrededor del norte del Parque nacional de Dartmoor, una ruta fácil de construir pero con poco tráfico intermedio. El otro, el itinerario 'costero', era una línea con muchas dificultades de ingeniería pero que podía servir a la importante ciudad naval de Devonport y al área industrial alrededor de St Austell. El corredor central fue respaldado por el Ferrocarril de Londres y del Suroeste, mientras que la línea costera fue promovida por el Ferrocarril de Cornualles y respaldado por el Great Western Railway, que quería que se uniera con Ferrocarril del Sur de Devon en Devonport. El Ferrocarril de Cornualles solicitó una Ley del Parlamento en 1845, pero su propuesta fue rechazada, en parte debido al plan de William Moorsom de transportar trenes a través del estuario de Hamoaze en el ferry de Devonport a Torpoint. Posteriormente, Isambard Kingdom Brunel asumió el cargo de ingeniero y propuso cruzar el cauce río arriba, construyendo un puente en Saltash. La Ley que habilitaba esta solución fue aprobada el 3 de agosto de 1846.

## Diseño

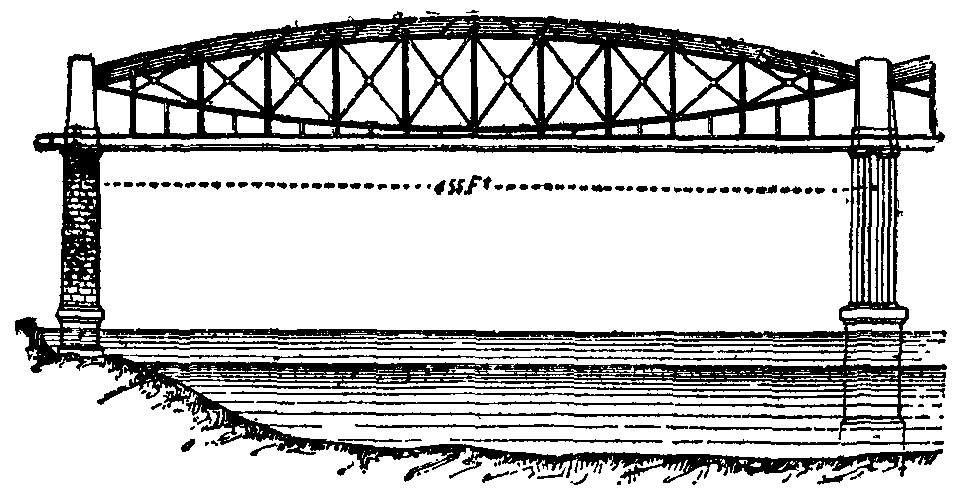
Plano de uno de los vanos principales y de sus apoyos

La estructura fue la tercera de una serie de tres grandes puentes de hierro forjado construidos a mediados del siglo XIX. Fue influida por los dos anteriores, ambos diseñados por Robert Stephenson. Las dos secciones centrales del puente de Brunel son adaptaciones novedosas del diseño que Stephenson empleó para el puente Alto a través del río Tyne en Newcastle upon Tyne en 1849. Brunel estuvo presente cuando Stephenson levantó las vigas de su puente Britannia a través del estrecho de Menai aquel mismo año. De 1849 a 1853, Brunel construyó su propio puente de hierro; el puente del Ferrocarril de Chepstow, que permitió el cruce del Ferrocarril del Sur de Gales sobre el río Wye mediante una singular cercha principal de 300 pies (91,4 m) de luz (cuyo cordón superior estaba formado por dos vigas tubulares rectas de sección elíptica) y con tres vanos de aproximación de 100 pies (30,5 m) de luz cada uno realizados a base de vigas de alma llena convencionales, una solución que presagiaba la tipología posteriormente adoptada para cruzar el río Tamar en Saltash.
El río Tamar tiene aproximadamente 1100 pies (335,3 m) de ancho en Saltash. Los primeros pensamientos de Brunel habían sido cruzarlo mediante un viaducto de madera para doble vía con un tramo central de 255 pies (77,7 m) y seis tramos de acceso de 105 pies (32,0 m), con un espacio libre de 80 pies (24,4 m) sobre el agua. Esta solución fue rechazada por el Almirantazgo británico, que tenía responsabilidad legal sobre las aguas navegables, por lo que Brunel produjo un diseño revisado para dejar una altura libre de 100 pies (30,5 m), con dos vanos de 300 pies (91,4 m) y dos de 200 pies (61,0 m). El Almirantazgo rechazó nuevamente este plan, estipulando que no debería haber más de un apoyo del viaducto en la parte navegable del río.
Brunel abandonó entonces los planes iniciales de una estructura de madera de doble vía y en su lugar propuso un diseño de hierro forjado para vía única que constaba de un solo vano principal de 850 pies (259,1 m) de luz. Como el costo de esta estructura habría sido de alrededor de 500.000 libras a precios de 1846 (equivalente a 51 510 000 £ en 2021), modificó de nuevo el diseño disponiendo dos vanos principales de 455 pies (138,7 m) con una altura libre de 100 pies (30,5 m) por encima de la marea alta media. Esta solución fue aprobada finalmente por el Almirantazgo y por los directores del Ferrocarril de Cornualles.
Los dos vanos principales son celosías lenticulares con el cordón superior formado por un pesado arco tubular en compresión, cuyos extremos tienden a separarse cuando se le suspende una carga, mientras que el cordón inferior está formado por un par de cadenas, cuyos extremos tienden a acercarse cuando se les aplica una carga. Ambos cordones están diseñados para que estos dos efectos se cancelen, de forma que no haya un cambio neto en la longitud del vano cuando soporta el paso de un ferrocarril. Esto, a su vez, permite que cada una de las vigas se sostenga sin que se ejerza un empuje horizontal sobre los pilares, un factor crucial debido al trazado curvo de la vía a ambos lados de los vanos principales. Entre los dos cordones se sitúan viguetas de arriostramiento transversales y una serie de tirantes de suspensión verticales que cuelgan del cordón inferior para soportar la plataforma del ferrocarril, que es una viga de placa continua. El viaducto lo completan 17 vanos más cortos de los tramos de acceso sobre tierra firme, resueltos con vigas convencionales de alma llena. Los diez vanos del lado de Cornualles miden (desde la estación de Saltash hacia el río): 67,5 pies (20,6 m), 69,5 pies (21,2 m), 69,5 pies (21,2 m), 69,5 pies (21,2 m), 69,5 pies (21,2 m), 69,5 pies (21,2 m), 72,5 pies (22,1 m), 78 pies (23,8 m), 83,5 pies (25,5 m), 93 pies (28,3 m), y los siete restantes en el lado de Devon miden (desde el río hacia St Budeaux): 93 pies (28,3 m), 83,5 pies (25,5 m), 78 pies (23,8 m), 72,5 pies (22,1 m), 69,5 pies (21,2 m), 69,5 pies (21,2 m), 69,5 pies (21,2 m). Esto da una longitud total para los diecinueve tramos de 2187,5 pies (666,8 m).

## Historia

### Construcción

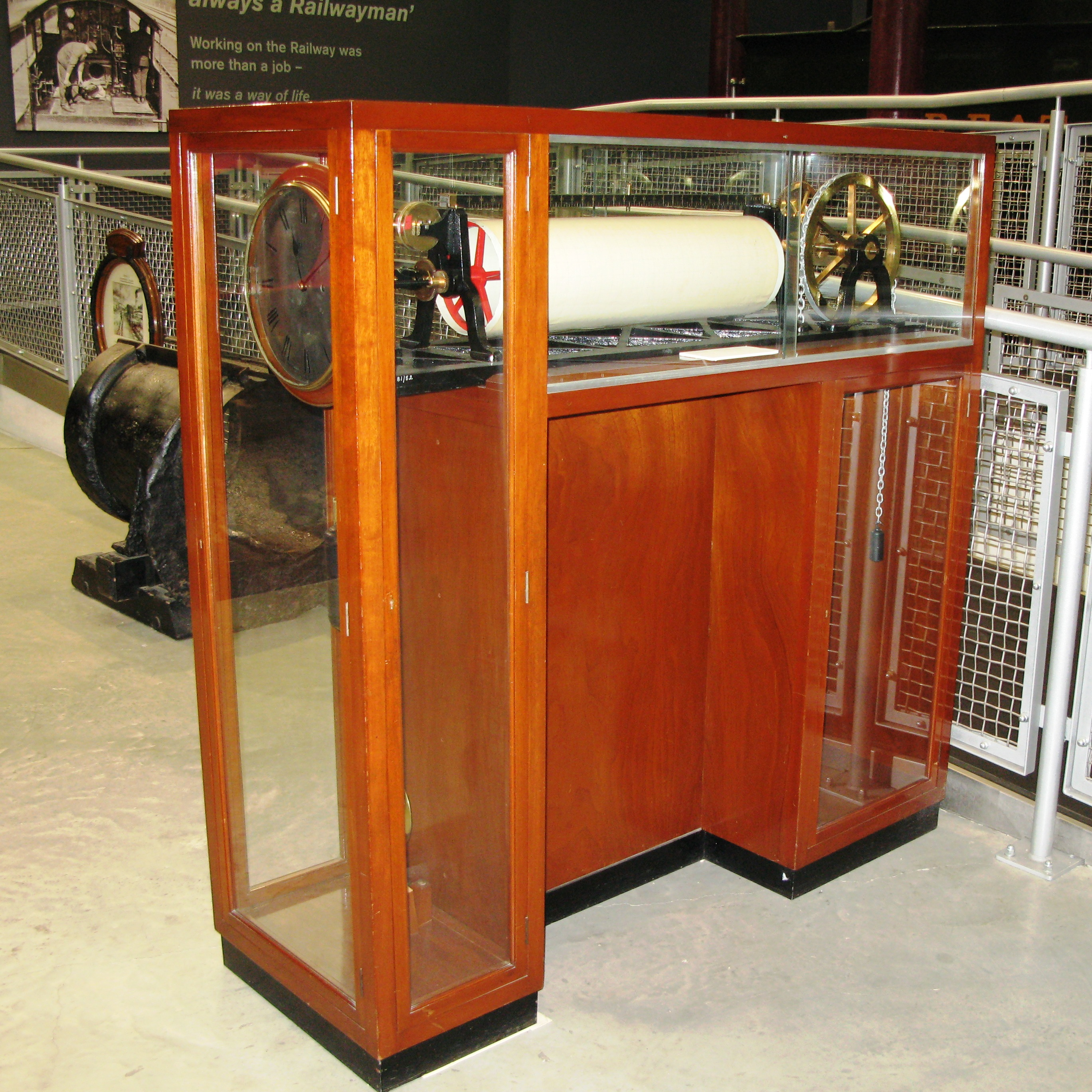
Un dispositivo registrador de mareas diseñado por Brunel como parte de su estudio

El primer trabajo fue realizar un levantamiento adecuado del lecho del río. El 26 de abril de 1848, se lanzó al Tamar un cilindro de hierro de 6 pies (1,8 m) de diámetro y de 85 pies (25,9 m) de alto. Desde el fondo de este cilindro se pudo examinar el lecho del río para identificar su naturaleza y la ubicación de cimientos sólidos. El Ferrocarril de Cornualles en este momento tenía dificultades para obtener fondos, por lo que la mayoría de las operaciones se suspendieron ese verano, pero se permitió un pequeño fondo para que Brunel continuara con la toma de datos. El cilindro se colocó en 35 lugares diferentes y se realizaron un total de 175 perforaciones.
En 1853, la Junta de Ferrocarriles de Cornualles consideró las ofertas para el puente y se decidió encargar el trabajo a Charles John Mare, un constructor naval de Blackwall que había construido la estructura de hierro para el puente Britannia. La tarifa ofertada para construir el puente de Saltash fue de 162.000 libras, pero el 21 de septiembre de 1855, mientras se construía la primera de las dos celosías, la empresa se declaró en bancarrota. Brunel propuso que la empresa completara esta primera armadura por sí misma utilizando mano de obra directamente contratada por Brunel, a lo que la empresa accedió. Se adjudicó un contrato por el resto de la estructura a los señores Hudson y Male.

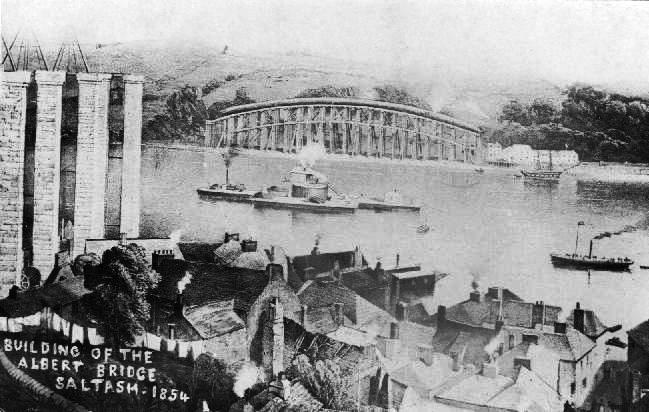
El primer tramo y el apoyo central en construcción en 1854, vistos desde Saltash

La primera tarea de Mare había sido preparar una explanada de montaje en la costa de Devon con un embarcadero y talleres. Luego procedió a construir un cilindro de hierro de 37 pies (11,3 m) diámetro y de 90 pies (27,4 m) de altura que formaría la base de trabajo para la construcción del pilar central. Esta pieza fue botada en mayo de 1854 y amarrada en el centro del río en posición vertical entre cuatro pontones. La parte inferior del cilindro había sido modelada para ajustarse al perfil de la roca según los datos obtenidos en 1848. Una vez que se asentó en el lecho del río, se bombeó el agua que contenía, se excavó el lodo de la base y se construyó en su interior un sólido pilar de mampostería, completado en noviembre de 1856.
Los pilares que dan a la tierra en el lado de Cornualles del río se completaron en 1854, tras lo que las vigas de estos tramos se izaron hasta sus posiciones definitivas. La siguiente en construirse fue la celosía principal para el lado del río de Cornualles. Los cordones inferiores de las cerchas estaban formados por cadenas hechas con eslabones de 20 pies (6,1 m), que en gran parte procedieron de los trabajos temporalmente suspendidos del puente colgante de Clifton (también proyectado por Brunel), aunque también debieron laminarse algunos nuevos estabones para el puente de Saltash. El tramo de Cornualles se colocó flotando en su posición el 1 de septiembre de 1857 y se elevó a su altura máxima en etapas de 3 pies (0,9 m) a medida que se construían los pilares por debajo, con el pilar central configurado mediante columnas octogonales de fundición de hierro, y el de tierra usando mampostería ordinaria.

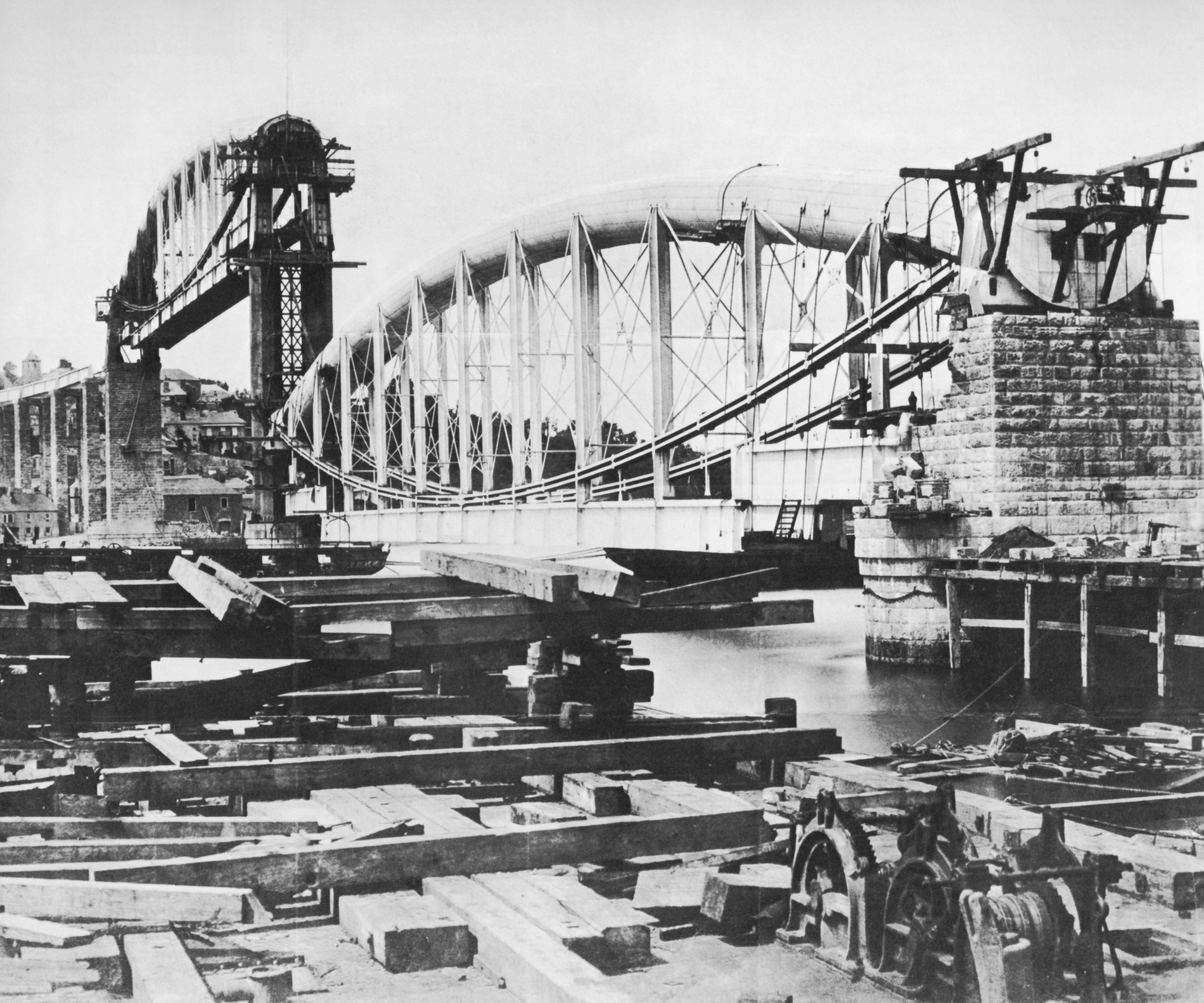
El segundo tramo poco después de colocarse sobre los pilares, tras haber sido levantado el primer tramo 12 ft hacia su posición final

Con la explanada liberada de la primera celosía, se pudo comenzar el trabajo de la segunda celosía principal del lado Devon. De manera similar, se colocó flotando en su posición el 10 de julio de 1858 y luego se elevó de manera similar, alcanzando su posición final el 28 de diciembre de 1858. Después de que se retiró la segunda celosía, se tuvo que despejar parte de la explanada de trabajo para permitir la construcción del último pilar en tierra, de forma que se pudieron elevar los tramos de acceso a Devon hasta su posición final. El trabajo estaba lo suficientemente avanzado como para que los directores pudieran hacer una inspección en tren el 11 de abril de 1859.
La celosía del lado de Cornualles se había ensayado antes de su lanzamiento: los dos extremos se apoyaron sobre unos sólidos pilares de madera, y se quitaron los andamios restantes. Se colocaron cargas estáticas de 4.2 y 7.5 toneladas por cada metro de longitud de la viga, se midieron las deflexiones y cualquier cambio permanente una vez retiradas las cargas. Una vez completado, el puente se sometió a la inspección y pruebas reglamentarias por parte del coronel Yolland en nombre de la Cámara de Comercio el 20 de abril de 1859. Pasó un tren pesado sobre el puente y se midieron las deflexiones en las armaduras principales, registrándose valores de 1,14 pulgadas (29 mm) en el tablero del lado Devon, y de 1,2 pulgadas (30 mm) en el de Cornualles. En general, el resultado se describió como "altamente satisfactorio".

### Día de la apertura
El príncipe Alberto había aceptado que el puente llevara su nombre ya en 1853. Fue invitado a realizar la ceremonia de apertura, y el 2 de mayo de 1859 viajó desde Windsor en el Tren Real. Varios miles de espectadores asistieron aquel día, aunque los invitados de Cornualles llegaron tarde a la ceremonia porque su tren se averió en Liskeard. Una enfermedad impidió la asistencia de Brunel, que estuvo representado por su asistente en jefe Robert Brereton. Los servicios públicos ferroviarios a través del puente comenzaron el 4 de mayo de 1859.

### Cambios desde 1859
Después de la muerte prematura de Brunel el 15 de septiembre de 1859, los directores de la Compañía Ferroviaria de Cornualles decidieron convertir el puente en un monumento conmemorativo, agregando las palabras "I.K. BRUNEL, ENGINEER, 1859" con grandes letras de metal en ambos extremos del puente. En 1921, se agregaron unas nuevas plataformas de acceso que ocultaron parcialmente las letras, pero en 2006 Network Rail reubicó las plataformas, lo que permitió que el nombre se viera claramente de nuevo. Las pasarelas se habían retirado temporalmente en 1959 y el puente se iluminó durante el año de su centenario.
Durante el fin de semana del 21 al 22 de mayo de 1892, el ancho de vía del puente se convirtió de 7 pies 1/4 plg (2140 mm) a 4 pies 8,5 plg (1435 mm) durante la conversión final de todo el Great Western Railway al ancho estándar.
En 1905 se instalaron 401 nuevas vigas transversales para permitir el paso de locomotoras más pesadas. En 1908, los dos tramos más cercanos a la Estación de Saltash fueron reemplazados por otros más anchos para acomodar un nuevo diseño de vías. Los tramos de aproximación restantes fueron reemplazados en ambos lados del río durante 1928 y 1929. Durante la década de 1930, se construyeron nuevos arriostramientos transversales y diagonales.
Se agregaron refuerzos a los montantes verticales para fortalecer aún más el puente y mantener las cadenas de suspensión colgando en la forma correcta.
El puente fue catalogado como un monumento de Grado 1 en 1952.
En 1969 se agregaron eslabones adicionales entre las cadenas de suspensión y la plataforma para reforzar todavía más el puente. En 2011, Network Rail inició una remodelación presupuestada en 10 millones de libras esterlinas en tres años, que implicó el reemplazo de 50.000 pernos y la instalación de 100 toneladas de nueva estructura de acero. El puente también ha sido despojado de metal desnudo y repintado en el color gris ganso aplicado originalmente en 1952.

## Vistas del puente

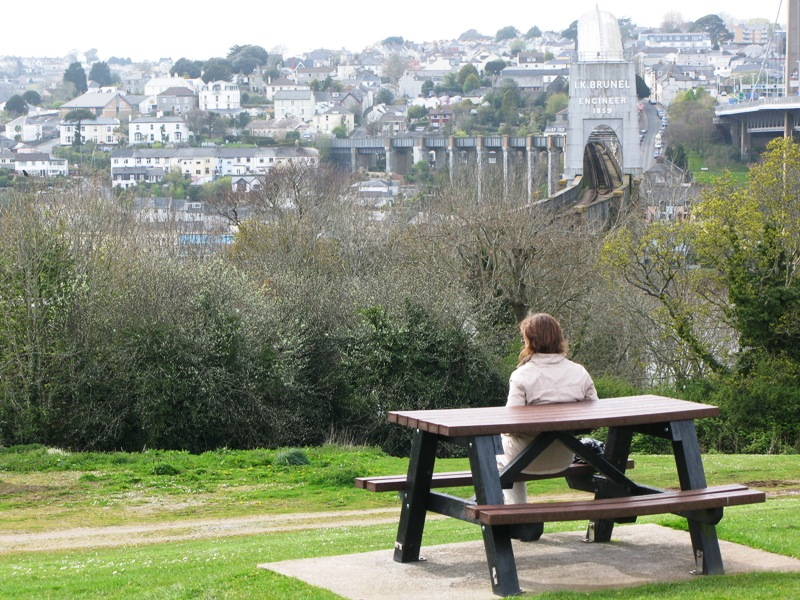
Vista del puente desde un banco del mirador situado en el lado de Devon

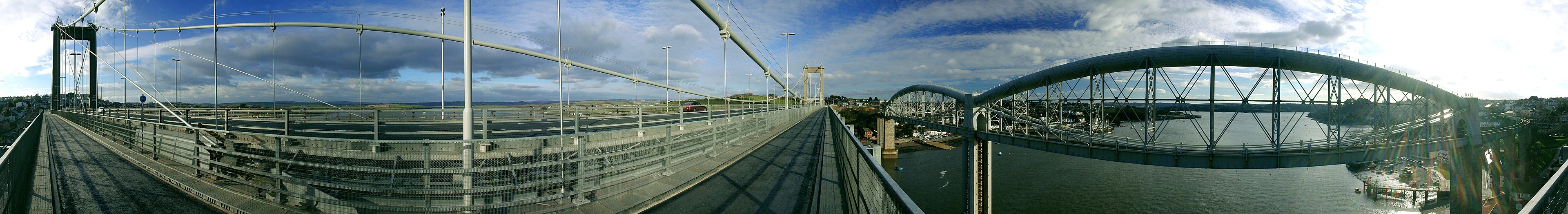
Panorámica del puente Royal Albert y del puente del Tamar

El puente se puede cruzar a bordo de los trenes de la Línea Principal de Cornualles, desde los que se dispone de amplias vistas del río Tamar. También operan barcos de pasajeros hacia Phoenix Wharf (Plymouth), desde Saltash y Calstock. Los principales puntos de vista son:
- Estación de Saltash (50°24′26″N 4°12′33″O / 50.40719, -4.20924)

Los tramos de acceso a Cornualles comienzan justo en el extremo del andén. Las vigas metálicas originales fueron reemplazadas en 1908 para que la vía única en el puente pudiera ampliarse a vía doble antes de llegar a la estación.
- Muelle de Saltash (50°24′28″N 4°12′22″O / 50.40779, -4.20614)

La orilla de Saltash se extiende hasta la pila que soporta el extremo de Cornualles del tramo principal. Se puede encontrar un monolito con una inscripción conmemorativa del puente bajo la estructura en la ladera junto a Fore Street.
- Puente del Tamar (50°24′28″N 4°11′59″O / 50.40777, -4.19974)

El puente de la carretera discurre paralelo y un poco más alto, en el lado norte. En su lado sur dispone de un carril para bicicletas y peatones gratuito desde el que es posible observar el puente de Brunel en detalle. Un área con césped junto al peaje de la carretera ofrece una vista del extremo de Devon del puente ferroviario.
- Pasaje de Saltash, St Budeaux (50°24′21″N 4°12′02″O / 50.40585, -4.20069)

Se puede llegar a los pilares del lado Devon desde el paseo marítimo de St Budeaux. La explanada donde se construyeron las celosías estaba situada junto al puente, al pie del camino que bajaba la colina.

## Impacto cultural

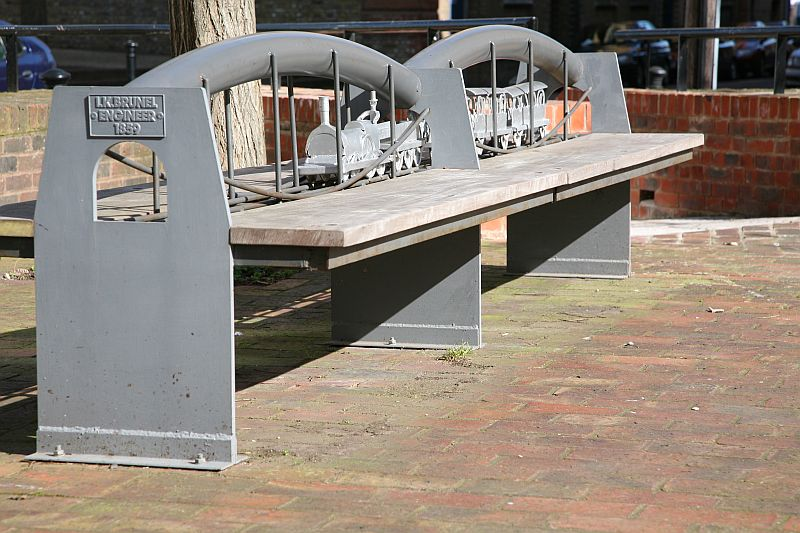
Banco en el Museo Brunel (Rotherhithe, Londres) que recrea la forma del puente con un tren en su interior

La construcción de un puente tan grande y distintivo pronto llamó la atención del público en general. El lanzamiento del tramo de Cornualles en 1857 atrajo a una multitud de alrededor de 20.000 personas, y se dice que un número similar fue testigo del lanzamiento del tramo de Devonport y el día de la inauguración. Durante su construcción fue fotografiado muchas veces y después de su apertura fue el tema de muchas pinturas, incluidas las del artista nacido en Devonport Alfred Wallis. También ha sido objeto de muchas fotografías y tarjeta postals.
Ya figuraba en las guías turísticas el año de su inauguración: Es un trabajo de Hércules, pero el Sr. Brunel ha logrado la hazaña, proclamaba una publicación, donde se informaba en detalle sobre el diseño y la construcción del puente que por la novedad y el ingenio de la construcción no tiene rival en el mundo. Más de 100 años después, sigue apareciendo en muchas guías de viaje y artículos. John Betjeman resumió así su impresión como viajero:

El color gris pizarra general y los jardines de las afueras de Plymouth, vistos desde el Great Western, hicieron que la sorpresa del puente de Saltash fuera aún más emocionante. Río arriba y río abajo, grises acorazados estaban amarrados en el Tamar y sus muelles. Cientos de metros más abajo, el patético transbordador de vapor a Saltash desde la orilla de Devon intentaba competir con el poderoso puente de Brunel.

El puente se ha convertido en un símbolo de la conexión entre Devon y Cornualles. En la guía de viajes The Cornish Riviera del Great Western Railway, el escritor SPB Mais lo consideró como "un medio casi mágico de transportar viajeros de un condado que, si bien es más rico que otros, es sin duda un condado inglés, a un ducado que es en todos los aspectos no inglés. Cierras los ojos al cruzar el puente de Saltash solo para abrirlos de nuevo en un entorno extranjero".

### Eventos especiales

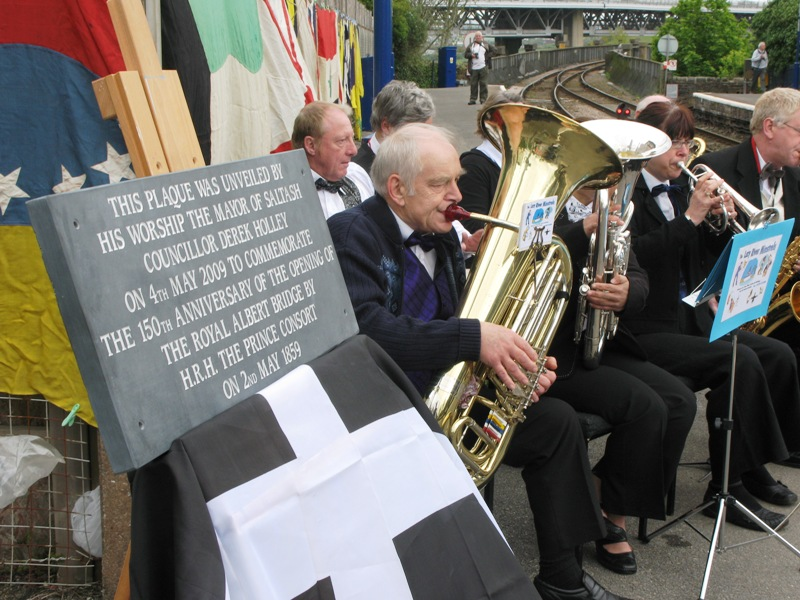
El 4 de mayo de 2009 se inauguró una nueva placa en la estación de Saltash para conmemorar el 150 aniversario del puente

Las ocasiones especiales han estado marcadas a lo largo de los años por eventos destacables:
- 1859: El príncipe Alberto inauguró el puente dos días antes de que se abriera al público el ferrocarril. Llegó en un tren especial desde Windsor, se le mostró el puente y la explanada de trabajo, y luego se fue a bordo del Yate Real.[4]
- 1959 – Proyectores iluminaron el puente durante 1959 para celebrar su centenario.[4]
- 2006 - El aniversario de los 200 años del nacimiento de Isambard Kingdom Brunel fue celebrado por Network Rail eliminando permanentemente las escaleras de acceso que cubrían su nombre sobre los pórticos del puente.[10]
- 2009: durante el fin de semana festivo del 2 al 4 de mayo se sucedieron numerosos eventos especiales para conmemorar el 150 aniversario de la inauguración de la estructura, incluido un paseo guiado por el puente y una recreación del día de la apertura.[21]

## Lecturas relacionadas
- Mosley, Brian (October 2003). «Royal Albert Bridge». Encyclopaedia of Plymouth History. Plymouth Data. Archivado desde el original el 18 de julio de 2011. Consultado el 13 de febrero de 2015.
- Bowden, Tom (June 1983). «Brunel's Masterpiece». Rail Enthusiast (EMAP National Publications): 23-25. ISSN 0262-561X. OCLC 49957965.
- Hunt, John (25 March – 7 April 1998). «Refurbishing Cornwall's gateway». RAIL (EMAP Apex Publications) (327): 40-45. ISSN 0953-4563. OCLC 49953699.